# Nematus pavidus
Nematus pavidus är en stekelart som först beskrevs av Audinet-serville 1823.  Nematus pavidus ingår i släktet Nematus, och familjen bladsteklar. Arten är reproducerande i Sverige.